# Ablazione della fibrillazione atriale
L'ablazione della fibrillazione atriale è una tecnica chirurgica mini-invasiva che trova impiego nel trattamento della fibrillazione atriale, una delle più comuni aritmie cardiache. L'ablazione consiste nella rimozione o eliminazione di una struttura o di un tessuto indesiderato e può essere realizzata con tecniche diverse; l'approccio più sperimentato è tramite ablazione eseguita intorno alle vene polmonari, che sono le vene che portano il sangue ossigenato dai polmoni alla camera superiore sinistra del cuore, o atrio sinistro.

## Storia
Nel 1987, James Cox introdusse una procedura chirurgica a cuore aperto, che in seguito si è rivelata essere in grado di curare la fibrillazione atriale. Questa procedura operatoria è stata dapprima chiamata Maze procedure (letteralmente: "procedura labirinto"). In una delle sue versioni migliorate si parla di Maze III. Essa consiste in una serie di incisioni e suture che creano molti compartimenti atriali. In seguito ne è stata sviluppata una versione mini-invasiva, detta Minimaze. Specialisti in elettrofisiologia cardiaca hanno tentato di replicare i risultati della procedura Maze utilizzando cateteri interni, e quindi senza incisioni, già alla fine degli anni ottanta. Solo negli anni novanta il lavoro pionieristico del gruppo di Michel Haïssaguerre scoprì il ruolo delle vene polmonari come fattore d'innesco della fibrillazione atriale. In seguito, l'ablazione circonferenziale intorno alle vene polmonari è diventato il metodo preferito e foci aggiuntivi al di fuori delle vene polmonari sono stati descritti in specifici gruppi di pazienti, come quelli affetti da fibrillazione atriale persistente o cronica, nei pazienti con apnea del sonno e obesità, nelle pazienti di sesso femminile più anziane, nei pazienti con un muscolo cardiaco debole (frazione di eiezione ventricolare sinistra compromessa) e nei pazienti con cicatrici microscopiche dell'atrio sinistro.

## Indicazioni
Almeno 5 milioni di persone solo negli Stati Uniti soffrono di fibrillazione atriale. Essa rappresenta, dal punto di vista clinico, di gran lunga l'aritmia cardiaca più rilevante a causa delle sue complicanze, tra cui ictus, insufficienza cardiaca e aumento del rischio di morte. Queste complicazioni sono più frequenti nei soggetti meno sani, come i pazienti oltre i 75 anni, affetti da diabete, da insufficienza cardiaca o disfunzione della valvola cardiaca. In molti casi, la condizione può essere controllata con i farmaci, sia riducendo la frequenza cardiaca ("controllo della frequenza") che mantenendo un ritmo regolare ("controllo del ritmo").
In una percentuale significativa di pazienti, i farmaci sono inefficaci o possono portare a effetti collaterali inaccettabili. In tali casi, le modalità di trattamento elettrofisiologico, come il trattamento di ablazione, possono essere impiegati con successo. I pazienti più giovani con anatomia cardiaca e funzione normale hanno la più alta probabilità di mantenere il ritmo normale durante l'assunzione di farmaci antiaritmici.
Attualmente, molti centri di alta specializzazione nel mondo, soprattutto in Europa e negli Stati Uniti, ma anche in Sud America, sono dedicati a un utilizzo sicuro ed efficace di tale procedura di ablazione. La procedura è quindi eseguita in molti laboratori. Attualmente è raccomandato che venga effettuata con l'ausilio di un sistema di mappatura 3D. La forma più comune è l'ablazione delle vene polmonari e tessuto circostante per mezzo di energia a radiofrequenza.
Alcune società di cardiologia internazionali hanno emesso raccomandazioni congiunte per la selezione dei pazienti idonei a sottoporsi a questa procedura
In generale, per essere candidati ad una ablazione per FA, i pazienti devono essere:
1. sintomatici per l'aritmia (uno dei seguenti sintomi: palpitazioni, mancanza di respiro, stanchezza o debolezza e vertigini)
2. aver provato e fallito almeno un farmaco antiaritmico,
3. essere privi di gravi malattie polmonari,
4. avere dimensioni degli atri non eccessivamente dilatate
5. avere funzione cardiaca normale o leggermente ridotta.

Dopo l'ablazione, la maggior parte di questi pazienti sono liberi da FA ricorrente almeno per un anno o più. Una recente pubblicazione del New England Journal of Medicine suggerisce che nei pazienti con fibrillazione atriale parossistica e nessuna malattia cardiaca strutturale, la terapia ablativa potrebbe essere accettabile come prima linea in termini di sicurezza ed efficacia.  Questo è stato confermato dallo studio RAFFT- 2, presentato nel corso della riunione dell'Heart Rhythm Society del 2012.
Come regola generale, i pazienti anziani con più malattie cardiache e più frequenti episodi di fibrillazione richiedono più ampie procedure di ablazione.

## Metodi
L'ablazione della fibrillazione atriale può essere eseguita all'interno del cuore con cateteri che vengono introdotti dall'inguine o dal collo; in questo caso, senza incisioni. In alternativa, può essere realizzato dall'esterno del cuore con la chirurgia a cuore aperto o attraverso un approccio toracoscopico.
L'approccio più comune è il primo, o tramite catetere. In questo caso il catetere che fornisce l'energia ablativa può utilizzare radiofrequenza, ultrasuoni, laser o energia criotermica. Il catetere ablativo è in grado di fornire lesioni solo dalla sua punta, che è da 4 a 8 mm di lunghezza, a forma di punto di incontro. I punti di ablazione sono centrati nella camera superiore sinistra del cuore, o atrio sinistro. Una serie di punti di ablazione è utilizzato per stabilire una linea di lesioni. Queste linee dovrebbero isolare i punti trigger di fibrillazione atriale e di creare una barriera alla propagazione dell'aritmia. Come detto, le lesioni bersaglio all'ingresso delle vene polmonari, che si trovano di solito due a destra e due a sinistra. I punti di lesione sono applicati all'interno dell'atrio sinistro pochi millimetri dall'inserimento della vena polmonare nel corpo dell'atrio sinistro. Questa regione è conosciuta come antro delle vene polmonari. Il punto finale della procedura è quello di isolare elettricamente le vene polmonari: isolamento della vena polmonare o PVI.
Un approccio meno comune è quello di circondare entrambi gli orifizi delle vene polmonari di un lato con una singola linea ampia ellittica, tecnica chiamata WACA o un'area molto ampia di ablazione circonferenziale. Sono spesso utilizzate altre linee di lesioni e punti di ablazione all'interno sinistro e dell'atrio destro, prevalentemente sulla parete posteriore e spesso anche su altri obiettivi, come il seno coronarico, alla base dell'atrio sinistro, la vena cava superiore, e a destra dell'istmo atriale. Attualmente, anche la zona di segnali frammentati complessi, chiamata CFAE, viene trattata con punti di ablazione, al fine di ridurre il rischio di recidiva di FA. La procedura richiede tra 2 e 3 ore e occasionalmente deve essere ripetuta.
Una tecnica che utilizza un cryoablation ballon capace di creare lesioni in tutto il suo perimetro, viene spesso utilizzata, con risultati paragonabili, in pazienti con fibrillazione atriale parossistica. La raccomandazione corrente per la fibrillazione atriale richiede la documentazione di successo nell'isolamento delle aree di destino con un catetere a mappatura circolare e la dimostrazione di blocco nelle lesioni di ablazione in caso vengono consegnati lungo una linea (lesioni lineari).
Una variante dell'intervento prevede l'iniezione di alcol nella vena di Marshall prima dell'ablazione.

## Sicurezza
Possibili complicazioni durante la procedura operatoria sono la perforazione della parete posteriore dell'atrio nell'esofago, la perforazione della parete libera risultante in una raccolta di sangue intorno al cuore, che è noto come tamponamento cardiaco, e il restringimento di una vena polmonare vicino al suo inserimento nel cuore, che nel peggiore dei casi può portare alla morte di un pezzo di tessuto polmonare o infarto polmonare. Una possibile complicazione è rappresentata da un coagulo di sangue che viaggia dal cuore al cervello provocando un ictus embolico. Attualmente la procedura è compiuta sotto terapia anticoagulante con farmaci per via orale e per via endovenosa, in quanto i dati recenti suggeriscono che l'esecuzione della procedura, senza interruzione del Warfarin o Coumadin può abolire o ridurre significativamente il rischio di tale complicanza. Il trattamento con i nuovi anticoagulanti orali andrebbe sospesa 24 ore prima dell'intervento e ripresa immediatamente dopo.
In centri esperti, al massimo l'incidenza di complicazioni non dovrebbe superare il 2%.
. Altre complicazioni possibili possono compromettere l'integrità dei vasi inguinali, o vene femorali utilizzati per introdurre i cateteri all'interno delle grandi vene del torace e quindi il cuore.

## Efficacia e vantaggi
Dopo una singola procedura, più del 50% dei pazienti con cuore altrimenti normale può godere della libertà da aritmie secondo gli studi che hanno seguito pazienti tipicamente per un anno. Con due o più procedure, l'efficacia può essere fino al 80-90% in un'altra casistica recente.
Gli effetti a lungo termine ed i vantaggi della procedura non sono completamente noti. In uno studio di 5 anni realizzato in Germania, la maggior parte dei pazienti sono rimasti in ritmo normale dopo 5 anni. Altri hanno riportato migliori risultati a lungo termine con un più ampio approccio all'ablazione suggerendo che la strategia procedurale potrebbe influenzare il risultato a lungo termine. L'efficacia nei pazienti oltre i 60 anni è in fase di studio sul lungo termine con il Cabana Trial in parte sponsorizzato dal National Heart Blood Lung Institute. Importanti istituzioni scientifiche suggeriscono che gli anticoagulanti potrebbero essere interrotti in modo sicuro, dopo attenta valutazione di pochi mesi - in genere sei mesi. Dopo una procedura di buon esito, nei pazienti che stavano assumendo anticoagulanti prima della procedura perché l'AF aumenta il rischio di ictus .
Diversi studi hanno confrontato gli effetti e i rischi di ablazione di fibrillazione atriale rispetto all'uso di farmaci antiaritmici. Tutti hanno dimostrato che la terapia di ablazione è più efficace dei farmaci antiaritmici, in particolare nei pazienti più giovani con un cuore sano e se l'ablazione è fatta da professionisti altamente qualificati.

## Tecniche alternative
Una cura per la fibrillazione atriale può essere ottenuta anche con la procedura chirurgica chiamata Maze o Minimaze, come descritto nel capitolo precedente sulla storia della procedura. Questo approccio chirurgico può essere usato come una terapia autonoma, più spesso in combinazione con la chirurgia cardiaca altrimenti indicata, o di una procedura toracoscopica, cioè senza la necessità di aprire il torace del paziente. La procedura chirurgica può essere effettuata come un ibrido, vale a dire in combinazione con un approccio da catetere.